# Maksimilijan Vrhovac
Maksimilijan Vrhovac (Verhovácz), zagrebški škof in pisatelj, * 23. november 1752, Karlovec, † 16. december 1827, Zagreb.

## Življenje
Rodil se je očetu Eleku Vrhovcu, kapitanu vojne krajine, in materi Antoniji Znikija. Na Dunaju je študiral teologijo in bil leta 1787 razglašen za škofa. Vrhovac je bil buditelj hrvaškega narodnega preporoda. Podpiral je uporabo kajkavščine kot temelj enotnega hrvaškega knjižnega jezika.
Leta 1803 je s Tomašom Mikloušićem organiziral biblijsko društvo za prevajanje Biblije v kajkavščino. Pri tem so sodelovali tudi kanonik Štefan Korolija, Ivan Birling, Ivan Nepomuk Labaš, benediktinski redovnik Ivan Rupert Gusić in Antun Vranić. Prevedli so Novo zavezo, Psalme in nekaj starozaveznih knjig, vendar je škof Vrhovac leta 1827 umrl, zato dela niso dokončali.

## Dela
- Podvuchanya vu naj poglavitesheh vere iztinah, y naj oszebitesheh kerztchanzkeh dusnoztjah (1822)